# Коробов Анатолій Васильович
Анатолій Васильович Коробов (26 грудня 1907, село Гур'євська Лальської волості Устюзького повіту Вологодської губернії, тепер Лузького району Кіровської області, Російська Федерація — 3 жовтня 1967, місто Москва, тепер Російська Федерація) — радянський державний діяч, керуючий справами Ради міністрів СРСР. Кандидат економічних наук (1936).

## Життєпис
Народився в селянській родині. У червні 1924 — 1926 року — конторник-рахівник на Лальській паперовій фабриці.
У 1926—1927 роках — вчитель у селищі Лальськ.
У 1927—1928 роках — секретар сільської ради; голова районного комітету спілки будівельників у селищі Лальськ.
У 1928—1931 роках — студент В'ятського педагогічного інституту, здобув спеціальність викладача політекономії.
У вересні 1931 — вересні 1933 року — заступник директора В'ятського педагогічного інституту.
У вересні 1933—1936 роках — аспірант Московського планового інституту. У 1936—1938 роках — доцент Московського планового інституту.
З лютого 1938 року — керівник групи, в 1938—1939 роках — заступник начальника відділу, в 1939—1941 роках — начальник відділу районного планування Держплану СРСР.
У 1941 році — заступник начальника управління, в 1941—1944 роках — начальник управління капітальних робіт Держплану СРСР.
Член ВКП(б) з 1942 року.
У 1944—1949 роках — начальник відділу капітальних робіт, у 1949 році — начальник зведеного управління територіального планування і розташування підприємств, у 1949—1951 роках — начальник зведеного відділу народногосподарського плану Держплану СРСР.
У червні 1951 — березні 1953 року — заступник голови Держплану СРСР. Одночасно з серпня 1951 до червня 1953 року — головний редактор журналу «Плановое хозяйство».
У березні — червні 1953 року — помічник голови Ради Міністрів СРСР Георгія Маленкова.
У червні 1953 — липні 1958 року — керуючий справами Ради міністрів СРСР.
У липні 1958 — серпні 1960 року — заступник міністра фінансів СРСР.
У серпні 1960 — листопаді 1962 року — заступник голови Державної науково-економічної ради Ради міністрів СРСР.
У лютому — червні 1963 року — начальник зведеного відділу народногосподарського плану Держплану СРСР.
У червні 1963 — жовтні 1965 року — заступник голови Державного планового комітету СРСР — міністр СРСР.
У жовтні 1965 — жовтні 1966 року — заступник голови Державного планового комітету СРСР.
З жовтня 1966 до вересня 1967 року — тимчасово перебував на пенсії за станом здоров'я.
У вересні — 3 жовтня 1967 року — заступник голови Державного планового комітету СРСР.
Помер 3 жовтня 1967 року в Москві. Похований в Москві на Новодівичому цвинтарі.

## Звання
- майор

## Нагороди
- орден Леніна
- орден Трудового Червоного Прапора (1943)
- медалі